# Jaylen Clark
Jaylen Bryce Clark (Riverside, 13 de outubro de 2001) é um jogador norte-americano de basquete profissional que atualmente joga no Minnesota Timberwolves da National Basketball Association (NBA) e no Iowa Wolves da G-League.
Ele jogou basquete universitário pelo UCLA Bruins e foi selecionado pelos Timberwolves na segunda rodada do draft da NBA de 2023.

## Início da vida e carreira no ensino médio
Clark nasceu em Riverside, Califórnia. Ele estudou na Centennial High School em Corona, Califórnia por três anos antes de se transferir para a Etiwanda High em Rancho Cucamonga em seu último ano. Sob o comando do técnico David Kleckner, um especialista em defesa, ele se tornou um jogador bidirecional que jogava de forma altruísta. Clark teve médias de 18,5 pontos, 6,4 rebotes e 2,7 assistências e levou sua equipe às finais regionais. Ele assinou uma carta de intenção nacional para jogar em UCLA em 2020.

## Carreira universitária
Em seu primeiro ano em UCLA, Clark era reserva e teve médias de 2,5 pontos e 2,4 rebotes em nove minutos. Ele fez o lance livre da vitória em uma vitória de 80-79 sobre Arizona State. No Torneio da NCAA de 2021, a UCLA avançou inesperadamente para a Final Four. Clark ajudou a liderar uma recuperação de 14 pontos no First Four com uma bandeja, duas assistências e um rebote ofensivo em uma vitória de 86-80 na prorrogação sobre Michigan State. Ele teve nove rebotes, o recorde da temporada, em 18 minutos em uma vitória na prorrogação sobre Alabama no Sweet Sixteen.
Em seu segundo ano, Clark perdeu seis jogos em janeiro e fevereiro devido a múltiplas concussões. Jogando como reserva, ele foi nomeado para a Equipe Defensiva da Pac-12. Ele teve médias de 6,7 pontos e 3,8 rebotes em 18,1 minutos. Nos nove jogos em que jogou 20 ou mais minutos, Clark teve médias de 11,4 pontos e 5,6 rebotes. Em fevereiro, durante um período de três jogos contra Washington State, Washington e Arizona State, ele teve médias de 19,7 pontos, 8,3 rebotes e 2,7 roubos de bola. O técnico da UCLA, Mick Cronin, disse sobre Clark: "Com minutos consistentes, você o verá produzir muito mais no ataque".
Clark se tornou titular em tempo integral em seu terceiro ano. Na abertura da temporada dos Bruins, ele teve 17 pontos e sete roubos de bola em uma vitória sobre Sacramento State. No último jogo da temporada regular contra Arizona, ele sofreu uma ruptura do tendão de Aquiles direito e foi descartado para o Torneio da Pac-12 de 2023. Ele passou por uma cirurgia três dias após a lesão e foi descartado da temporada. Clark teve média de 2,6 roubos de bola durante a temporada, liderando a Pac-12 e ficando em quarto lugar no país. Um dos melhores jogadores defensivos do país, ele ganhou o Prêmio de Jogador Defensivo do Ano e a Associação de Treinadores o nomeou seu jogador defensivo do ano. Clark melhorou significativamente no ataque e se tornou o segundo maior artilheiro da UCLA. Ele quase dobrou sua pontuação da temporada anterior com médias de 13,0 pontos, seis rebotes e 1,9 assistências em 30,5 minutos em 30 jogos. Após a temporada, ele se declarou para o draft da NBA. O cronograma para sua recuperação foi estimado em 8 a 10 meses.

## Carreira profissional

### Minnesota Timberwolves (2023–Presente)
Clark foi selecionado pelo Minnesota Timberwolves como a 53ª escolha geral do draft da NBA de 2023. Em 7 de julho de 2023, ele assinou um contrato de duas vias com o Timberwolves e pretendia voltar a jogar no meio ou no final da temporada. Em 28 de março de 2024, ele foi transferido para o Iowa Wolves da G-League para reabilitação. Clark jogou na Summer League de 2024, seus primeiros jogos desde que rompeu o tendão de Aquiles.

## Estatísticas da carreira

### Universidade
| Ano      | Equipe   | PJ | PT | MPJ  | AP   | 3P   | LL   | RT  | AS  | BR  | TO | PPJ  |
| -------- | -------- | -- | -- | ---- | ---- | ---- | ---- | --- | --- | --- | -- | ---- |
| 2020–21  | UCLA     | 31 | 0  | 9.0  | .500 | .200 | .750 | 2.4 | .2  | .1  | .2 | 2.5  |
| 2021–22  | UCLA     | 29 | 6  | 18.1 | .506 | .259 | .542 | 3.8 | 1.0 | 1.1 | .2 | 6.7  |
| 2022–23  | UCLA     | 30 | 29 | 30.5 | .481 | .329 | .698 | 6.0 | 1.9 | 2.6 | .3 | 13.0 |
| Carreira | Carreira | 90 | 35 | 19.2 | .495 | .262 | .663 | 4.0 | 1.0 | 1.2 | .2 | 7.3  |